# Saint-Sulpice-et-Cameyrac
Saint-Sulpice-et-Cameyrac è un comune francese di 4 374 abitanti situato nel dipartimento della Gironda nella regione della Nuova Aquitania.

## Società

### Evoluzione demografica
Abitanti censiti